# Prvenstvo Hrvatske u hokeju na travi 2016./17.
Prvenstvo Hrvatske u hokeju na travi za sezonu 2016./17. je osvojila momčad "Mladosti" iz Zagreba. 

## Prva liga

### Sudionici
- Jedinstvo - Zagreb
- Marathon - Zagreb
- Mladost - Zagreb
- Mladost III - Zagreb
- Zelina - Sveti Ivan Zelina
- Zrinjevac - Zagreb

### Ligaški dio
| mj | klub        | ut | pob | neod | por | gol+ | gol- | bod |                          |
| -- | ----------- | -- | --- | ---- | --- | ---- | ---- | --- | ------------------------ |
| 1. | Mladost     | 10 | 9   | 0    | 1   | 58   | 12   | 27  | doigravanje              |
| 2. | Zelina      | 10 | 7   | 1    | 2   | 36   | 18   | 22  | doigravanje              |
| 3. | Jedisntco   | 10 | 6   | 0    | 4   | 27   | 37   | 18  | doigravanje              |
| 4. | Zrinjevac   | 10 | 3   | 1    | 6   | 20   | 35   | 10  | doigravanje              |
| 5. | Marathon    | 10 | 3   | 1    | 6   | 20   | 35   | 10  | kvalifikacije za 1. ligu |
| 6. | Mladost III | 10 | 0   | 1    | 9   | 19   | 49   | 1   | 2. liga                  |

| kratica | klub        | JED | MAR | MLA1 | MLA3 | ZEL      | ZRI |
| --- | ----------- | --- | --- | ---- | ---- | -------- | --- |
| JED | Jedinstvo   |     | 4:2 | 0:11 | 5:1  | 3:0 p.f. | 3:2 |
| MAR | Marathon    | 2:4 |     | 0:6  | 2:1  | 1:4      | 3:2 |
| MLA1 | Mladost     | 9:0 | 4:1 |      | 7:1  | 4:3      | 7:0 |
| MLA3 | Mladost III | 1:5 | 4:6 | 2:3  |      | 5:7      | 3:3 |
| ZEL | Zelina      | 5:1 | 1:1 | 2:1  | 6:0  |          | 4:2 |
| ZRI | Zrinjevac   | 4:2 | 5:2 | 3:6  | 5:1  | 0:4      |     |
| |             |     |     |      |      |          |     |
| podebljan rezultat - utakmice od 1. do 5. kola (1. utakmica između klubova) rezultat normalne debljine - utakmice od 6. do 10. kola (2. utakmica između klubova) rezultat nakošen - nije vidljiv redoslijed odigravanja međusobnih utakmica iz dostupnih izvora rezultat nakošen i smanjen * - iz dostupnih izvora nije uočljiv domaćin susreta prekrižen rezultat - poništena ili brisana utakmica p - utakmica prekinuta 3:0 p.f. / 0:3 p.f. - rezultat 3:0 bez borbe |             |     |     |      |      |          |     |

### Doigravanje
Utakmice poluzavršnice igrane 10. lipnja, a za plasman 11. lipnja 2017. 
| klub1         | rezultati     | klub2         |
| poluzavršnica | poluzavršnica | poluzavršnica |
| ------------- | ------------- | ------------- |
| Zelina        | 4:1           | Jedinstvo     |
| Mladost       | 5:1           | Zrinjevac     |
|               |               |               |
| za 3. mjesto  |               |               |
| Jedinstvo     | 4:5           | Zrinjevac     |
|               |               |               |
| završnica     |               |               |
| Mladost       | 3:2           | Zelina        |

 Izvori: 

## Druga liga
Klubovima 2. lige su pridodana tri kluba uz Slovenije, s kojima skupa igraju Regionalnu ligu. Za Drugu ligu se uzimaju međusobni susreti hrvatskih klubova.

### Sudionici
- Concordia 1906 - Zagreb
- Mladost II - Zagreb
- Trešnjevka - Zagreb
- Zelina II - Sveti Ivan Zelina
- Lipovci - Lipovci
- Moravske Toplice - Moravske Toplice
- Triglav - Predanovci

### Ligaški dio
| Regionalna liga     | Regionalna liga  | Regionalna liga | Regionalna liga | Regionalna liga | Regionalna liga | Regionalna liga | Regionalna liga | Regionalna liga | Regionalna liga          |  |
| mj                  | klub             | ut              | pob             | neod            | por             | gol+            | gol-            | bod             |                          |  |
| ------------------- | ---------------- | --------------- | --------------- | --------------- | --------------- | --------------- | --------------- | --------------- | ------------------------ |  |
| 1.                  | Lipovci          | 10              | 9               | 0               | 1               | 57              | 25              | 27              |                          |  |
| 2.                  | Moravske Toplice | 10              | 5               | 1               |                 | 29              | 26              | 16              |                          |  |
| 3.                  | Trešnjevka       | 10              | 4               | 2               | 4               | 26              | 25              | 14              |                          |  |
| 4.                  | Triglav          | 10              | 4               | 1               | 5               | 30              | 36              | 12 (-1)         |                          |  |
| 5.                  | Concordia 1906   | 10              | 4               | 0               | 6               | 34              | 32              | 11 (-1)         |                          |  |
| 6.                  | Mladost II       | 10              | 2               | 0               | 8               | 19              | 51              | 5 (-1)          |                          |  |
|                     | Zelina II        | odustali        | odustali        | odustali        | odustali        | odustali        | odustali        | odustali        | odustali                 |  |
|                     |                  |                 |                 |                 |                 |                 |                 |                 |                          |  |
| Hrvatska druga liga |                  |                 |                 |                 |                 |                 |                 |                 |                          |  |
| 1.                  | Concordia 1906   | 4               | 3               | 0               | 1               | 16              | 7               | 9               | 1. liga                  |  |
| 2.                  | Trešnjevka       | 4               | 2               | 0               | 2               | 14              | 11              | 6               | kvalifikacije za 1. ligu |  |
| 3.                  | Mladost II       | 4               | 1               | 0               | 3               | 8               | 20              | 3               |                          |  |
|                     | Zelina II        | odustali        | odustali        | odustali        | odustali        | odustali        | odustali        | odustali        | odustali                 |  |

| |                  | 2. liga  | 2. liga  | 2. liga | 2. liga  | reg. liga | reg. liga | reg. liga |
| kratica | klub             | CON      | MLA      | TRE     | ZEL      | LIP       | MOT       | TRI       |
| --- | ---------------- | -------- | -------- | ------- | -------- | --------- | --------- | --------- |
| CON | Concordia 1906   |          | 5:2      | 3:4     | 9:2      | 2:4       |           | 2:4       |
| MLA | Mladost II       | 1:5      |          | 4:3     | 3:4      | 2:8       | 3:6       | 3:0 p.f.  |
| TRE | Trešnjevka       | 0:3      | 7:1      |         |          | 4:3       | 2:1       |           |
| ZEL | Zelina II        |          |          | 0:7     |          | 0:8       |           | 1:8       |
| LIP | Lipovci          |          | 3:1      | 5:2     |          |           | 5:2       | 13:2      |
| MOT | Moravske Toplice | 4:1      | 3:0 p.f. |         | 3:0 p.f. | 1:4       |           | 3:1       |
| TRI | Triglav          | 3:0 p.f. | 11:2     | 2:1     |          | 3:5       | 2:5       |           |
| |                  |          |          |         |          |           |           |           |
| podebljan rezultat - utakmice od 1. do 7. kola (1. utakmica između klubova) rezultat normalne debljine - utakmice od 8. do 14. kola (2. utakmica između klubova) rezultat nakošen - nije vidljiv redoslijed odigravanja međusobnih utakmica iz dostupnih izvora rezultat nakošen i smanjen * - iz dostupnih izvora nije uočljiv domaćin susreta prekrižen rezultat - poništena ili brisana utakmica p - utakmica prekinuta 3:0 p.f. / 0:3 p.f. - rezultat 3:0 bez borbe |                  |          |          |         |          |           |           |           |

### Kvalifikacije za 1. ligu
Igrano 11. lipnja 2017.
| klub1           | rezultati | klub2             |                          |
| --------------- | --------- | ----------------- | ------------------------ |
| Marathon Zagreb | 4:2       | Trešnjevka Zagreb | Marathon ostao u 1. ligi |

## Poveznice
- Hrvatski hokejski savez